# 許豸
許豸（？年—？年），字玉史，號平遠，福建福州府侯官县人，宋朝状元许将后裔。明朝末年政治人物。

## 生平
天啓四年（1624年）甲子科福建乡试舉人，崇祯四年（1631年）登辛未科进士。大理寺观政，崇禎五年（1632年）授户部主事，崇禎六年管浒墅钞关，崇禎七年升广西司员外，崇禎八年升浙江按察司佥事，分巡宁绍道，增筑府城，歼灭海寇陈奇老等，崇禎十一年，升浙江提学右参议。

## 著作
所著有《仓储彙敷》、《肤籌》诸集 

## 家族
子许友、许賓。許賓为歲貢训导，清初擢肥城知县，有捕盗安民功，行取补福建道监察御史，巡按两浙盐政，以清節著聞。福州光禄坊侯官许氏，自许豸以下，其子、侄、孙、曾孙、玄孙，世代为官，皆以诗书画闻名。